# Leave Me Alone
"Leave Me Alone" là một bài hát của ca sĩ người Mỹ Michael Jackson nằm trong album phòng thu thứ 7 của ông, Bad (1987), và được phát hành như là đĩa đơn thứ 8 trích từ album vào ngày 13 tháng 2 năm 1989 trên toàn thế giới, ngoại trừ Mỹ và Canada. Ban đầu, "Leave Me Alone" được dự định đưa vào phiên bản cuối cùng Bad nhưng nó chỉ xuất hiện như là một bonus track. Bài hát được sáng tác bởi Jackson và sản xuất bởi Quincy Jones (Jackson cũng tham gia đồng sản xuất).
Trên thị trường quốc tế, bài hát đã đạt được nhiều thành công, đạt hạng nhất và hai tại Ireland và Vương quốc Anh trong khi lọt vào top 10 ở Bỉ, New Zealand và Tây Ban Nha. "Leave Me Alone" nhận được những phản ứng tích cực từ các nhà phê bình âm nhạc đương đại. Một bộ phim ngắn được phát hành cho bài hát. Trong đó, Jackson tỏ thái độ giễu cợt vui vẻ trước những tin đồn sai sự thật về ông như chuyện mua xương của "Người Voi" và phẫu thuật thẩm mỹ. Nó đã giành một giải Grammy vào năm 1990 cho Video hình thái ngắn xuất sắc nhất. Mặc dù thành công của đĩa đơn, ca khúc này chưa từng xuất hiện trong bất kỳ chuyến lưu diễn thế giới nào của Jackson.

## Danh sách bài hát
- Đĩa 12" / 3" CD[1]

1. "Leave Me Alone" – 4:40
2. "Don't Stop 'Til You Get Enough" – 6:04
3. "Human Nature" – 4:05

- Đĩa 7"[1]

1. "Leave Me Alone" – 4:40
2. "Human Nature" – 4:06

- Maxi-CD

1. "Leave Me Alone" – 4:40
2. "Don't Stop 'Til You Get Enough" (bản đĩa đơn) – 3:55
3. "Human Nature" – 4:05
4. "Wanna Be Startin' Somethin'" (bản 12") – 6:30

- Mặt CD Visionary:[1]

1. "Leave Me Alone" – 4:40
2. "Another Part of Me" (Extended Dance Mix) – 6:18

- Mặt DVD Visionary:[1]

1. "Leave Me Alone" (video) – 4:36

## Xếp hạng
| Bảng xếp hạng (1989)                            | Vị trí cao nhất |
| ----------------------------------------------- | --------------- |
| Úc (ARIA)                                       | 37              |
| Áo (Ö3 Austria Top 40)                          | 15              |
| Bỉ (Ultratop 50 Flanders)                       | 3               |
| Belgium (VRT Top 30 Flanders)                   | 2               |
| Pháp (SNEP)                                     | 17              |
| Trường songid là BẮT BUỘC CHO BẢNG XẾP HẠNG ĐỨC | 16              |
| Ireland (IRMA)                                  | 1               |
| Italy (FIMI)                                    | 11              |
| Hà Lan (Dutch Top 40)                           | 6               |
| Hà Lan (Single Top 100)                         | 5               |
| New Zealand (Recorded Music NZ)                 | 9               |
| Na Uy (VG-lista)                                | 6               |
| Poland (LP3)                                    | 3               |
| Spain (AFYVE)                                   | 5               |
| Thụy Điển (Sverigetopplistan)                   | 19              |
| Thụy Sĩ (Schweizer Hitparade)                   | 10              |
| Anh Quốc (OCC)                                  | 2               |

| Bảng xếp hạng (2006)     | Vị trí cao nhất |
| ------------------------ | --------------- |
| Pháp (SNEP)              | 54              |
| Ireland (IRMA)           | 30              |
| Ý (FIMI)                 | 8               |
| Hà Lan (Single Top 100)  | 21              |
| Tây Ban Nha (PROMUSICAE) | 1               |
| Anh Quốc (OCC)           | 15              |

| Bảng xếp hạng (2009)                      | Vị trí cao nhất |
| ----------------------------------------- | --------------- |
| Hà Lan (Single Top 100)                   | 100             |
| Bảng xếp hạng không hợp lệ UKchartarchive | 66              |